# 다구치정
다구치정(田口町)은 아이치현 기타시타라군에 설치되었던 정이다. 현재의 시타라정에 해당한다.